# Butobela
Butobela è una circoscrizione rurale (rural ward) della Tanzania situata nel distretto di Geita, regione di Geita. Conta una popolazione di 11 809 abitanti (censimento 2012).